# Technique de Krukenberg
 (juin 2018).
 (août 2020).

Schéma représentant la pince formée par la technique de Krukenberg.

La technique de Krukenberg, également connue sous le nom de procédure de Krukenberg ou d'opération de Krukenberg, est une technique chirurgicale qui convertit un avant-bras en une pince. Destinée à rendre une capacité de préhension aux personnes amputées ou souffrant d'une absence congénitale de la main, elle a été décrit pour la première fois en 1917 par le chirurgien allemand Hermann Krukenberg (en).
La procédure consiste à séparer le cubitus et le radius pour fournir une forme de pince qui est mue par le muscle rond pronateur.
L'opération nécessite une bonne préparation psychologique et une bonne acceptation du patient.
Le physicien allemand Burkhard Heim avait ses deux membres opérés de cette façon à la suite d'un accident de laboratoire.
Il reste utilisé aujourd'hui pour certains cas particuliers mais est considéré comme controversé et certains chirurgiens refusent de l'effectuer.